# Mecopisthes
Mecopisthes es un género de arañas araneomorfas de la familia Linyphiidae. Se encuentra en la zona paleártica.

## Lista de especies
Según The World Spider Catalog 12.0::
- Mecopisthes alter Thaler, 1991
- Mecopisthes crassirostris (Simon, 1884)
- Mecopisthes daiarum Bosmans, 1993
- Mecopisthes jacquelinae Bosmans, 1993
- Mecopisthes latinus Millidge, 1978
- Mecopisthes millidgei Wunderlich, 1995
- Mecopisthes monticola Bosmans, 1993
- Mecopisthes nasutus Wunderlich, 1995
- Mecopisthes nicaeensis (Simon, 1884)
- Mecopisthes orientalis Tanasevitch & Fet, 1986
- Mecopisthes paludicola Bosmans, 1993
- Mecopisthes peuceticus Caporiacco, 1951
- Mecopisthes peusi Wunderlich, 1972
- Mecopisthes pictonicus Denis, 1949
- Mecopisthes pumilio Wunderlich, 2008
- Mecopisthes rhomboidalis Gao, Zhu & Gao, 1993
- Mecopisthes silus (O. Pickard-Cambridge, 1872)
- Mecopisthes tokumotoi Oi, 1964